# Amédée Girod de l'Ain
Pour les articles homonymes, voir Girod et Girod de l'Ain.
Le baron Louis Gaspard Amédée Girod de l'Ain est un homme politique français, né à Gex (Ain) le 18 octobre 1781 et mort à Paris le 27 décembre 1847.

## Biographie
Fils aîné du baron Jean-Louis Girod de l'Ain (1753-1839), député sous le Directoire et le Consulat et magistrat à la Cour des comptes, et de Louise Claudine Armande Fabry, Amédée Girod de l'Ain étudia le droit et devint avocat, plaidant sa première cause à l'âge de dix-sept ans devant le Tribunal de cassation.
En 1806, il quitta le barreau pour devenir substitut du procureur impérial à Turin. L'année suivante, il devint procureur impérial à Alexandrie, puis, en 1809, substitut du procureur général à la cour d'appel de Lyon. Auditeur au Conseil d'État en 1810, il fut appelé comme avocat général à la cour impériale de Paris (1811).
En 1814, il s'empressa de faire défection à l'Empire : avec d'autres magistrats de la cour impériale de Paris, il signa une proclamation officielle ainsi libellée : « Les magistrats du parquet [...] déclarent qu'ils adhèrent purement et simplement aux actes et principes qui sont contenus dans les décrets du Sénat des 2 et 3 avril. Ils expriment en même temps leur vœu formel pour que la royauté héréditaire soit déférée à la maison de Bourbon ». Ce zèle lui valut d'être maintenu à son poste sous la Première Restauration ce qui ne l'empêcha pas d'accepter, au retour de l'Empereur, en 1815, pendant les Cent-jours, la présidence du tribunal de première instance de la Seine et, élu à la Chambre des représentants le 14 mai par les électeurs de Gex, de s'y montrer un zélé défenseur de la cause impériale. Il participa à la déclaration par laquelle la Chambre exprima « ses sentiments et ses principes » et s'associa à la protestation des représentants contre la fermeture à main armée de leur salle des séances.
Girod de l'Ain épousa à cette époque Mlle Sivard de Beaulieu, petite-nièce du prince archi-trésorier de l'Empire, Charles-François Lebrun, duc de Plaisance.
Au retour de Louis XVIII, Girod de l'Ain fut destitué et, rentré momentanément dans la vie privée, donna asile chez lui au général Drouot, compris dans l'ordonnance du 24 juillet, se chargea de sa défense devant le conseil de guerre et obtint son acquittement. Il ne tarda pas à rentrer en grâce et fut réintégré dans la magistrature comme conseiller à la cour de Paris (1819), et chargé successivement de la présidence des assises de la Seine et de celles de Versailles.
Le 17 novembre 1827, il fut élu député dans le 2e arrondissement électoral d'Indre-et-Loire (Chinon). Il prit une part assez active aux travaux parlementaires et siégea à gauche dans les rangs des « constitutionnels ». Rapporteur de la proposition de mise en accusation du ministère Villèle déposée par Labbey de Pompières, il conclut à son adoption le 21 juillet 1828. Il fut vice-président de la Chambre en 1829, soutint le ministère Martignac et vota l'adresse des 221.
Réélu le 12 juillet 1830, il se trouvait à Paris au moment des Trois Glorieuses. Il ne s'associa à ses collègues que le dernier jour, pour rédiger l'adresse au duc d'Orléans, mais il en proposa l'adoption et la publication avec une chaleur et une insistance que le gouvernement de Louis-Philippe récompensa en le nommant préfet de police de Paris le 1er août 1830. En raison de cette nomination, il dut se représenter devant ses électeurs et obtint le renouvellement de son mandat de député le 21 octobre 1830.
Comme préfet de police, Girod de l'Ain s'efforça d'interdire les réunions de la Société des Amis du peuple et d'autres associations politiques, mais il parut bientôt au gouvernement manquer de la fermeté nécessaire et fut remplacé par Achille Libéral Treilhard (7 novembre 1830). Il fut alors nommé conseiller d'État et chevalier de la Légion d'honneur. 

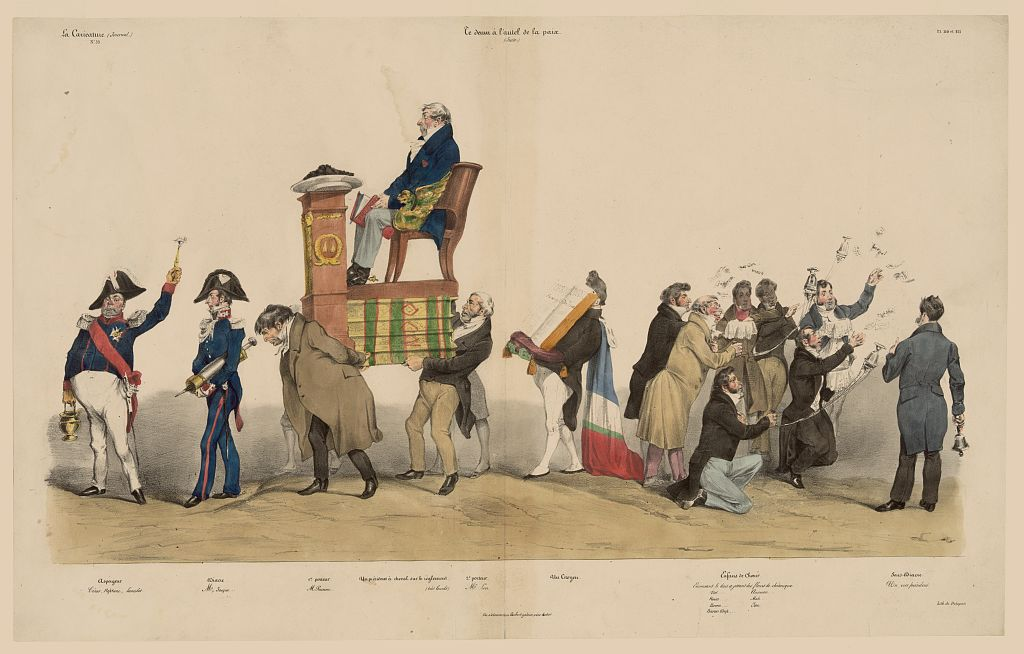
« Te deum à l'autel de la paix »
Dessin de Grandville paru dans La Caricature en novembre 1831.
De gauche à droite : L'aspergeur, le général Georges Mouton ; le diacre, le général Jean-François Jacqueminot ; un président à cheval sur le règlement, Amédée Girod de l'Ain ; 1er porteur, Clément-François-Victor-Gabriel Prunelle ; 2e porteur, Benjamin-François Levrault ; un citoyen, le roi Louis-Philippe Ier, le visage caché par un livre ; les enfants de chœur, Jean Vatout, Auguste Hilarion de Kératry, Alphonse-Marie-Marcellin-Thomas Bérenger, Antoine Gabriel Jars, Alphonse Jacques Mahul, Auguste Victor Hippolyte Ganneron ; le sous-diacre.

Il fut réélu député le 5 juillet 1831, et élu, le 1er août, président de la Chambre des députés contre Jacques Laffitte, grâce au patronage de Casimir Perier, au second tour et avec seulement une voix de majorité.
À l'issue de la session, son dévouement au parti conservateur le fit nommer ministre de l'Instruction publique et des Cultes dans le ministère Perier, le 30 avril 1832, en remplacement de Camille de Montalivet, nommé ministre de l'Intérieur. Il tomba avec le ministère le 11 octobre 1832 et fut nommé pair de France et président du Conseil d'État, fonction qu'il devait remplir jusqu'à sa mort, sauf une interruption de quelques semaines pour faire partie du gouvernement de transition de 1839 (31 mars-12 mai) comme ministre de la Justice et des Cultes.
Il exerça une grande influence à la Chambre des pairs jusqu'à sa mort. Comme orateur ou comme rapporteur, il participa aux débats sur l'expropriation pour cause d'utilité publique, sur l'organisation du Conseil d'État, sur les associations, sur les conseils municipaux, sur les caisses d'épargne, sur les douanes, sur la responsabilité des ministres, sur la garde nationale de Paris, sur l'organisation de l'état-major de l'armée, sur la compétence de la Chambre des pairs, sur l'organisation judiciaire et pénitentiaire, sur la police, sur le régime des colonies, sur les livrets d'ouvriers, etc.
Son rapport au sujet des tentatives insurrectionnelles d'avril 1834 fit du bruit et souleva les vives attaques de l'opposition démocratique. Ce rapport, présenté à la cour des pairs le 24 novembre 1834 et les jours suivants, forme la matière du premier des cinq volumes in-quarto publiés à l'Imprimerie royale et qui contiennent toutes les pièces de l'instruction. Après avoir rappelé que celle-ci ne visait pas moins de 2 000 inculpés et qu'il avait fallu entendre près de 4 000 témoins, examiner plus de 17 000 pièces, coordonner les investigations et résoudre les nombreux incidents qui s'étaient élevés, Girod de l'Ain incriminait les sociétés populaires, et notamment la Société des droits de l'Homme, tentait d'établir les preuves d'un vaste complot ourdi dans toute la France, reconnaissait la compétence des pairs et énumérait les charges qu'il faisait peser sur plusieurs centaines de personnes.

## Décorations
- Légion d'honneur :
  -  Chevalier de la Légion d'honneur : 1830
  -  Officier de la Légion d'honneur : 1832
  -  Commandeur de la Légion d'honneur : 1834
  -  Grand officier de la Légion d'honneur : 1836
  -  Grand-croix de la Légion d'honneur : 1846
- Hommage : Un rosier hybride remontant à la couleur rouge cramoisi lui a été dédié en 1897, il s'agit de 'Baron Girod de l'Ain' (Reverchon).

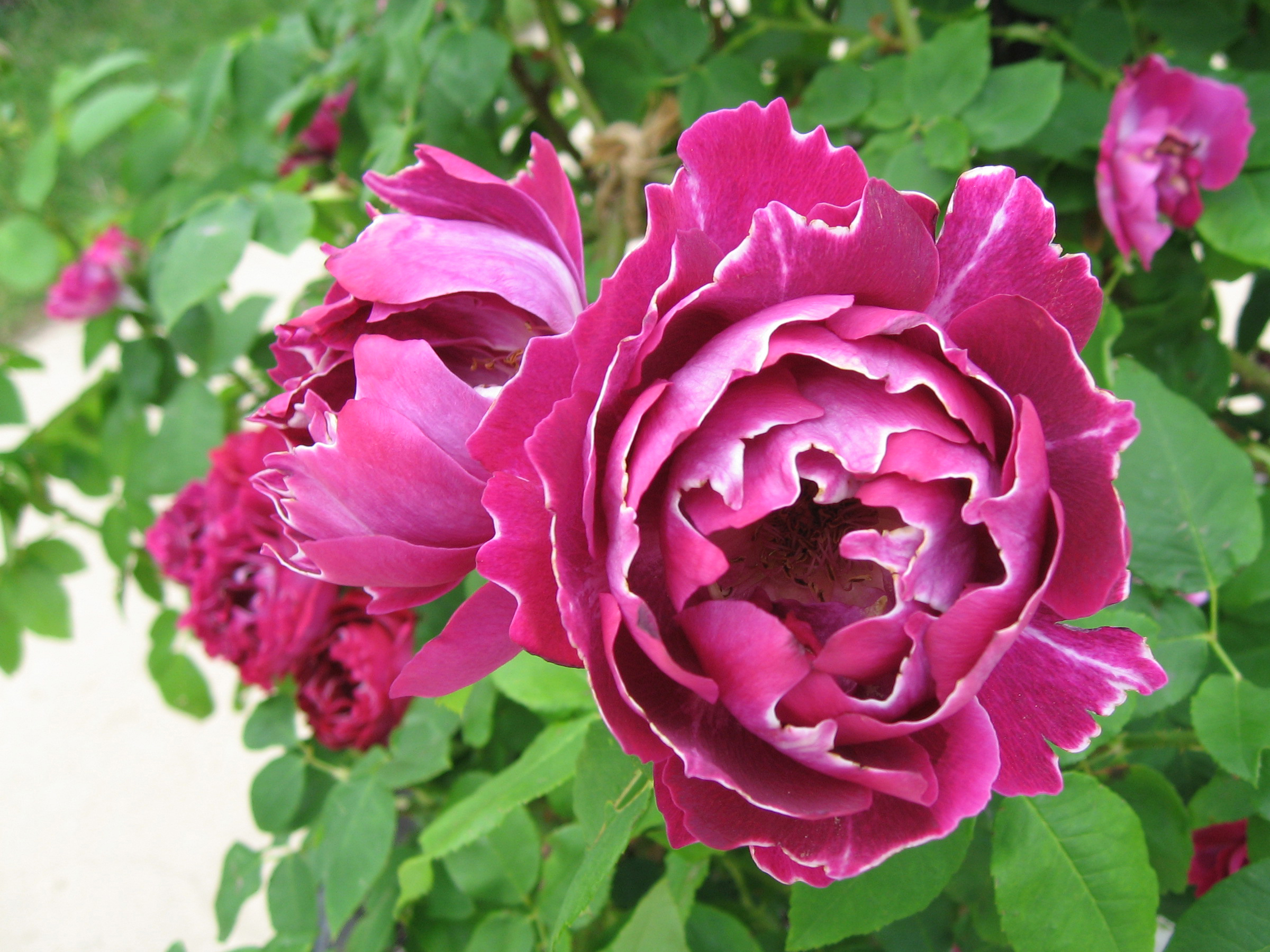
Rose 'Baron Girod de l'Ain'

## Armoiries
| Figure | Blasonnement |
|        | Armes du baron Louis Gaspard Amédée Girod de l'Ain et de l'Empire (1809) Tiercé en bande d'or, d'azur et de sable au chevron d'argent brochant sur le tout ; au canton des Barons Membres du Collège électoral brochant. |